# Aši (jezero)
Jezero Aši (japonsko 芦ノ湖, latinizirano: Aši-no-ko), imenovano tudi jezero Hakone ali jezero Ašinoko, je slikovito jezero na območju mesta Hakone v prefekturi Kanagava na otoku Honšu na Japonskem. To je kratersko jezero, ki leži vzdolž jugozahodne stene kaldere gore Hakone, kompleksnega vulkana, ki je nazadnje izbruhnil leta 1170 n. št. pri Ōvakudaniju. Jezero je znano po razgledu na goro Fudži, številnih vročih vrelcih, zgodovinskih krajih in tradicionalnih japonskih gostiščih rjokan. Jezero je ob cesti Tōkaidō, glavni povezavi med Kjotom in Tokiom. Po jezeru vozijo številni izletniški čolni in trajekti, ki turistom in potnikom nudijo slikovit razgled. Več čolnov se zgleduje po zasnovi vojnih jadrnic.
Večina obiskovalcev jezera Aši ostane v enem od hotelov ali rjokanov na tem območju, da obiščejo nekatere lokalne znamenitosti. Na severnem koncu jezera je tudi kamp. Svetišče Hakone je svetišče, ki so ga skozi stoletja obiskovali šoguni, samuraji in številni popotniki. Tukaj so ohranjeni veliki odseki stare ceste Tōkaidō. Park Onši je bil poletno zatočišče cesarske družine, ki je zdaj javni park. Vožnja z nihalko Hakone Ropeway do Velike kipeče doline. Iz mesta Togendai ob jezeru Aši se nihalka Hakone Ropeway poveže s Sounzanom, zgornjo končno postajo tirne vzpenjače Hakone Tozan Cable Car. Ta se nato povezuje z gorsko železnico Hakone Tozan Line za spust v Odavaro in povezavo s Tokiom s Tōkaidō Šinkansen.
Obiskovalci se lahko odpravijo tudi na križarjenje Hakone Sightseeing Cruise s piratskimi ladjami od Togendai do pristanišča Moto-Hakone in pristanišča Hakone-Mači na nasprotnih koncih jezera. Križarjenje se je začelo leta 1950.
Ime v japonščini pomeni »jezero trstičja«: 芦 (aši) je trstičje 湖 (ko) pa jezero. Zaradi bogate narave je priljubljeno med pohodniki. Obstaja veliko poti z različnimi stopnjami izziva.
- Gledano z juga
- Jezero Aši z gore Komagatake
- Z goro Fudži
- Piratska ladja jezera Aši
- Vulkan Hakone
- Hokusai
- Utagava Hirošige